# Байербах-бай-Эргольдсбах
Байербах-бай-Эргольдсбах (нем. Bayerbach bei Ergoldsbach) — община в Германии, в Республике Бавария.
Община расположена в правительственном округе Нижняя Бавария в районе  Ландсхут. Подчиняется административному сообществу Эргольдсбах.  Население составляет 1739 человек (на 31 декабря 2010 года). Занимает площадь 25,42 км².

## Население
По оценке на 31 декабря 2015 года население общины Байербах-бай-Эргольдсбах составляет 1809 чел. 

| Дата      | 1840 | 1871 | 1900 | 1925 | 1939 | 1950 | 1961 | 1970 | 1987 | 2011 |
| --------- | ---- | ---- | ---- | ---- | ---- | ---- | ---- | ---- | ---- | ---- |
| Население | 1186 | 1364 | 1342 | 1378 | 1329 | 1805 | 1411 | 1389 | 1349 | 1727 |

| Год       | 1960 | 1970 | 1980 | 1990 | 2000 | 2009 | 2010 | 2011 | 2012 | 2013 | 2014 | 2015 |
| --------- | ---- | ---- | ---- | ---- | ---- | ---- | ---- | ---- | ---- | ---- | ---- | ---- |
| Население | 1406 | 1369 | 1302 | 1374 | 1642 | 1741 | 1739 | 1758 | 1755 | 1781 | 1780 | 1809 |